# Đặng Diễn Lâm
Deng Yanlin (giản thể: 邓演霖; phồn thể: 鄧演霖; bính âm: Dèng Yǎnlín; sinh ngày 14 tháng 10 năm 1998) là một cầu thủ bóng đá Trung Quốc hiện tại thi đấu cho đội bóng tại Giải bóng đá ngoại hạng Hồng Kông R&F.

## Sự nghiệp câu lạc bộ
Deng Yanlin bắt đầu sự nghiệp bóng đá vào tháng 7 năm 2017 khi anh được cho mượn đến đội bóng vệ tinh của đội tại Giải bóng đá ngoại hạng Trung Quốc Guangzhou R&F là R&F ở Giải bóng đá ngoại hạng Hồng Kông. Ngày 19 tháng 9 năm 2017, anh ra mắt trong thất bại 3–2 trên sân khách trước Hong Kong Pegasus, vào sân từ ghế dự bị thay cho Chen Fuhai ở phút 75.

## Thống kê sự nghiệp
Tính đến 13 tháng 5 năm 2018 
| Thành tích câu lạc bộ | Thành tích câu lạc bộ | Thành tích câu lạc bộ             | Giải vô địch | Giải vô địch | Cúp     | Cúp       | Cúp Liên đoàn   | Cúp Liên đoàn   | Châu lục | Châu lục  | Tổng cộng | Tổng cộng |
| Mùa giải              | Câu lạc bộ            | Giải vô địch                      | Số trận      | Bàn thắng    | Số trận | Bàn thắng | Số trận         | Bàn thắng       | Số trận  | Bàn thắng | Số trận   | Bàn thắng |
| Hồng Kông             | Hồng Kông             | Hồng Kông                         | Giải vô địch | Giải vô địch | Cúp FA  | Cúp FA    | Cúp Liên đoàns1 | Cúp Liên đoàns1 | Châu Á   | Châu Á    | Tổng cộng | Tổng cộng |
| --------------------- | --------------------- | --------------------------------- | ------------ | ------------ | ------- | --------- | --------------- | --------------- | -------- | --------- | --------- | --------- |
| 2017–18               | R&F                   | Giải bóng đá ngoại hạng Hồng Kông | 8            | 0            | 1       | 0         | 5               | 0               | -        | -         | 14        | 0         |
| Tổng cộng             | Hồng Kông             | Hồng Kông                         | 8            | 0            | 1       | 0         | 5               | 0               | 0        | 0         | 14        | 0         |
| Tổng cộng sự nghiệp   | Tổng cộng sự nghiệp   | Tổng cộng sự nghiệp               | 8            | 0            | 1       | 0         | 5               | 0               | 0        | 0         | 14        | 0         |

1League Cups include Hồng Kông Senior Challenge Shield và Hồng Kông Sapling Cup.